# Wedmore
Wedmore – wieś w Anglii, w hrabstwie Somerset, w dystrykcie (unitary authority) Somerset. Leży 30 km na południowy zachód od miasta Bristol i 190 km na zachód od Londynu. W 2001 miejscowość liczyła 3111 mieszkańców.